# Rathmullan
Rathmullan (iriska: Ráth Maoláin) är en ort i republiken Irland.   Den ligger i grevskapet County Donegal och provinsen Ulster, i den norra delen av landet, 210 km norr om huvudstaden Dublin. Rathmullan ligger 6 meter över havet och antalet invånare är 518.
Terrängen runt Rathmullan är platt åt sydost, men åt nordväst är den kuperad. Havet är nära Rathmullan söderut.Runt Rathmullan är det ganska glesbefolkat, med 40 invånare per kvadratkilometer. Närmaste större samhälle är Buncrana, 7,2 km nordost om Rathmullan. Trakten runt Rathmullan består i huvudsak av gräsmarker.